# NGC 5712
NGC 5712 (другие обозначения — MCG 13-10-21, ZWG 353.42, ZWG 354.5, 7ZW 553, NPM1G +79.0122, PGC 51799) — галактика в созвездии Малая Медведица.
Этот объект входит в число перечисленных в оригинальной редакции «Нового общего каталога».